# The Big Killing
Pour plus de détails, voir Fiche technique et Distribution.
The Big Killing est un film américain réalisé par F. Richard Jones, sorti en 1928.

## Synopsis
Deux familles montagnardes, les Beagles et les Hicks, qui se sont disputées toute leur vie, font appel à des tireurs d'élite pour se débarrasser de leurs antiques adversaires...

## Fiche technique
- Titre : The Big Killing
- Réalisation : F. Richard Jones
- Scénario : Grover Jones, Frank Butler, Herman J. Mankiewicz et Gilbert Pratt
- Photographie : Alfred Gilks
- Société de production : Paramount Pictures
- Pays d'origine : États-Unis
- Format : Noir et blanc - 1,33:1 - Film muet
- Genre : comédie
- Date de sortie : 1928

## Distribution
- Wallace Beery : Powderhorn Pete
- Raymond Hatton : Deadeye Dan
- Anders Randolf : le vieux Beagle
- Mary Brian : Mary Beagle
- Gardner James : Jim Hicks
- Lane Chandler : George Hicks
- Paul McAllister : le vieux Hicks
- Jim Mason : le premier fils de Beagle
- Ralph Yearsley : le second fils de Beagle
- Ethan Laidlaw : le troisième fils de Beagle
- Leo Willis : le quatrième fils de Beagle
- Buck Moulton : le cinquième fils de Beagle
- Bob Kortman : le sixième fils de Beagle
- Alfred Allen : Ministre (non crédité)